# María Teresa Novoa
María Teresa Novoa (Caracas, Venezuela, 21 de marzo de 1953) es una artista venezolana de medios mixtos y arquitecta.

## Vida y obra
Hija de Luis Alberto Novoa y Beatriz Cediel. Egresó de la Facultad de Arquitectura y Urbanismo de la UCV en 1976 y es profesora de diseño de esa facultad desde 1978. En 1987 se especializa en artes plásticas en la Universidad de París y realiza pasantías en el Centro de Investigación y Desarrollo de Arte Contemporáneo así como en la Galería Fernand Léger (París, 1986-1988). En 1995 obtiene el doctorado en estética, ciencias y tecnología de las artes en la Universidad de París. En 1998 dicta el curso "Arte público en la ciudad contemporánea" para la maestría del IUESAPAR, y en 2000 y 2003 para la maestría en arte de la Escuela de Arte de la UCV. 
María Teresa Novoa enfoca su trabajo artístico hacia el espacio urbano con intervenciones, monumentales en ocasiones, orientadas a crear en el espectador una visión distinta de lo cotidiano. Su primera intervención urbana, La mano, la realiza en 1982 sobre dos hectáreas de terreno ubicadas en El Conde, Caracas. Allí recreó una inmensa superficie baldía con una gran mano laberíntica de cal que sólo podía ser apreciada desde los edificios aledaños. El proyecto formó parte de las intervenciones urbanas del grupo Peligro, del cual formaba parte. En 1983 participó en el Salón de Jóvenes Artistas de Fundarte con el proyecto Intervención con dispositivo urbano, y obtiene el premio de arte no convencional. La obra, que no llegó a ejecutarse, contemplaba la colocación de estructuras a manera de baldaquines en diferentes puntos del cerro Ávila. Al año siguiente recibe el primer premio de arte no convencional en el XLII Salón Arturo Michelena con un proyecto de intervención urbana realizado con William Niño Araque. El trabajo tomó como tema el palacio de los Iturriza en Valencia. En 1990 inicia la serie Alas al viento para formar parte del evento "Arte en la calle Real de Sabana Grande" organizado por Fundarte, la Alcaldía de Caracas y el Metro de Caracas. Con esta propuesta invocó la atracción de la gente con la presencia grácil de grandes telones suspendidos a diferentes niveles del suelo. Alas al viento se realizó en Caracas (Bulevar de Sabana Grande), Cúa (para la celebración de los cuatrocientos años de la ciudad), Ciudad Bolívar (en la III Bienal de Guayana) y Maracay, obteniendo en esta última ciudad el premio único de intervención a escala urbana en el XVI Salón Aragua (Museo de Arte de Maracay). Dentro de su producción realizó instalaciones como Casas notables en la exposición "La casa como tema" (MBA, 1989) y La caída de Ícaro, presentada en el Salón de Jóvenes Artistas en 1990.
En 1991 realiza Hitos para la ciudad para el evento "Catia celebra los 424 años de Caracas", organizado por Fundarte, la Alcaldía de Caracas y el Metro de Caracas en el Bulevar de Catia de esta ciudad. La propuesta consistió en animar el bulevar con diferentes hitos públicos (arco de entrada, cinco torres móviles, arco de salida) colocados en cada esquina a lo largo del bulevar; las piezas fueron realizadas con andamios y lonas a rayas y de vivos colores, llegando a medir de 2 a 5 metros de altura. En 1992 presenta el proyecto Monumento escultórico en el Encuentro Internacional América Hoy, realizado en el Museo de Xálapa (Veracruz, México) y participa en la Bienal de Guayana. En 1993 realiza Otromar, en el castillo San Carlos de Borromeo (Pampatar, Edo. Nueva Esparta), en el marco de la VI Bienal Francisco Narváez. En 1994 es invitada al Taller TAGA. En 1995 realiza el mural Molinos al viento (esquina de Miguelacho, La Candelaria, Caracas) para el programa "Cien murales para humanizar a Caracas" de la Alcaldía de Caracas. En 1996 coordina el plan maestro para el rescate del monumento Campo de Carabobo y la creación del Parque Histórico Campo de Carabobo, para el IPC y la Gobernación del Estado Carabobo. En 1998 participa en la exposición "Gráfica de Sudamérica" realizada en Bielsko-Bieala (Polonia). Entre 1999 y 2000 realiza el proyecto Parque Monumento La Columna (Sabana de Tirindí-Niquitao, Edo. Trujillo), con una propuesta inscrita dentro de las tendencias del land art, cuya primera etapa comienza a construirse en 2002. Además de sus actividades urbanas, Novoa colabora con publicaciones especializadas en arquitectura. De 1984 a 1989 es codirectora de la Revista del Colegio de Arquitectos de Venezuela, la cual pasa a dirigir en 1995. Fue así mismo coordinadora de la sección Hábitat de la revista Inmuebles entre 1993 y 1995  y luego entre 1997 y 1999. Ha realizado asimismo actividades museísticas de investigación y diseño. En 1991 fue curadora de la muestra "Venezuela, arquitectura y trópico 1980-1990" para la V Bienal de Venecia. De 2002 a 2003 fue curadora de la exposición itinerante "Ciudad Universitaria de Caracas, patrimonio mundial" que se inauguró en la Sala Miró (UNESCO, París). Posteriormente participa en el XXI Congreso Internacional de Arquitectura (Berlín) y en la exposición "Las Américas, utopía y crueldad" (Centro Internacional para la Ciudad, la Arquitectura y el Paisaje, Bruselas).

## Exposiciones individuales
- 1983 "Intervención con diapositivo urbano", Galería Espacio Alterno, Caracas
- 1986 "Integracion: el espacio / el plano", Los Espacios Cálidos[3]
- 1990 "Alas al viento", en "Cúa cuatricentenaria 1690-1990", Plaza Ezequiel Zamora, Cúa, Edo. Miranda[4]
- 1995 "Arte público en Montreal y Quebec", Alianza Francesa, Maracaibo, Barquisimeto y Caracas[5]

## Intervenciones en el espacio público
- 1982 La mano, esquina El Conde, Caracas[6]
- 1984 Cancelamiento espacial, Palacio de los Iturriza, Valencia, Edo. Carabobo[7]
- 1990 Alas al viento I, esquina Savoy, calle Real, Sabana Grande, Caracas / Alas al viento II, "Cúa cuatricentenaria 1690-1990", Plaza Ezequiel Zamora, Cúa, Edo. Miranda[8]
- 1991 Hitos para la ciudad, "Catia celebra los 424 años de Caracas", Bulevar de Catia, Caracas / Alas al viento III, Museo de Arte de Maracay[9]
- 1993 Otromar, Castillo San Carlos de Borromeo, Pampatar, Edo. Nueva Esparta[10]
- 1995 Molinos al viento, esquina de Miguelacho, La Candelaria, Caracas[11]
- 1999 - 2002 Parque Monumento La Columna, sabana de Tirindí-Niquitao, Edo. Trujillo (proyecto e inicio de construcción de la primera etapa)[12]

## Premios
- 1983 Premio de arte no convencional, Salón de Jóvenes Artistas, Fundarte-Conac, Casa Guipuzcoana, La Guaira
- 1984 Primer premio de arte no convencional, XLII Salón Arturo Michelena
- 1991 Premio único, XVI Salón Aragua, Museo de Arte de Maracay[13]